# بابی شرمن
بابی شرمن (انگلیسی: Bobby Sherman؛ زادهٔ ۲۲ ژوئیهٔ ۱۹۴۳) یک موسیقی‌دان اهل ایالات متحده آمریکا است.